# Placenta

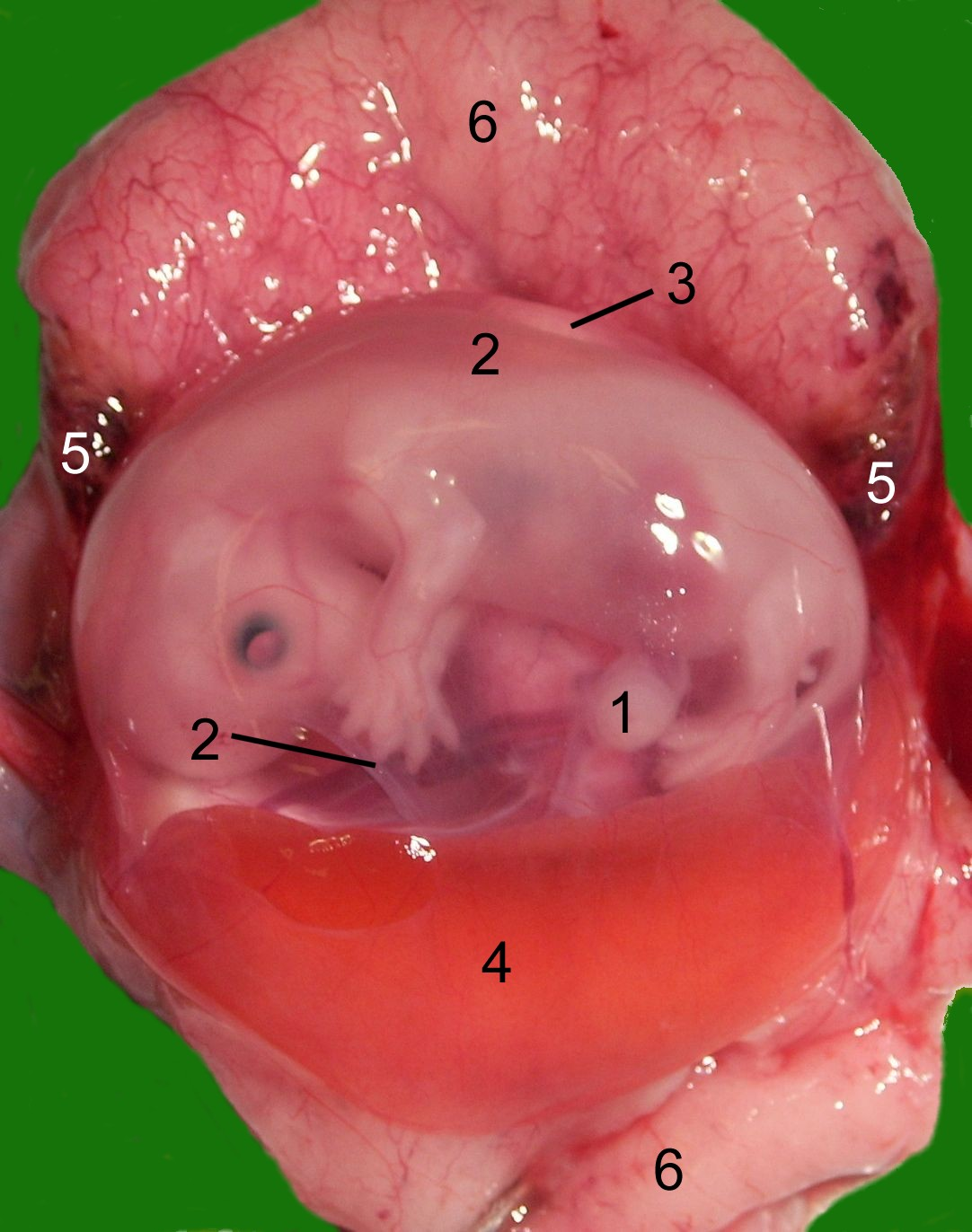
Geopende baarmoeder van een kat met een foetus halverwege de zwangerschap. 1. navel, 2. amnion, 3. allantois, 4. dooierzak, 5. hematoom, 6. het moederdeel van placenta.

De placenta of moederkoek is bij zoogdieren het orgaan dat tijdens de zwangerschap in de tweede week na de bevruchting aangemaakt wordt door het embryo in de baarmoeder.
De placenta bij planten is, in het vruchtbeginsel, de zaadlijst of zaaddrager, waarop een of meer zaadknoppen zijn geplaatst.

## Placenta bij zoogdieren

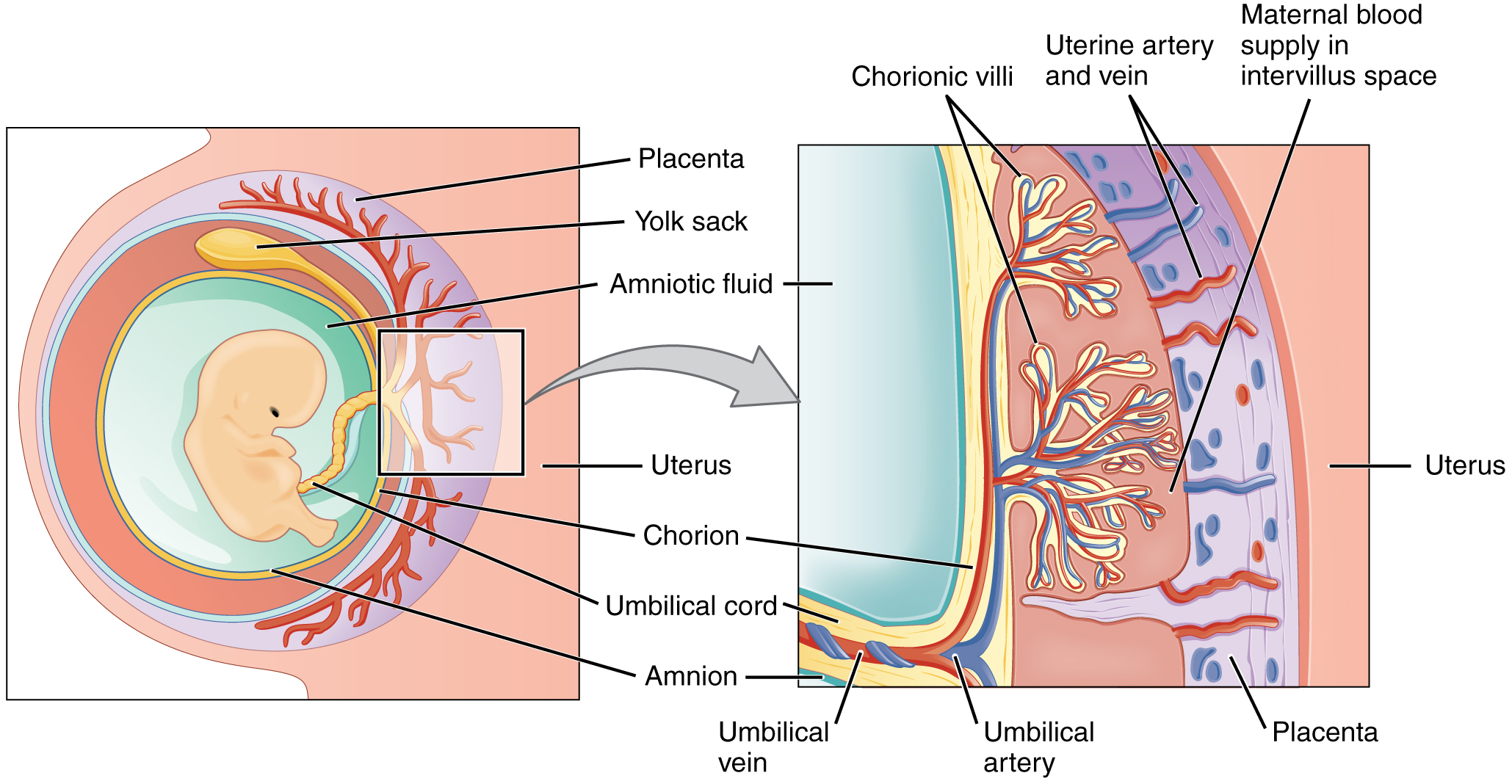
Placenta

### Omschrijving
De placenta vormt een scheiding tussen de bloedsomloop van de moeder en de bloedsomloop van het embryo. Voedingsstoffen gaan van de moeder naar het embryo door middel van de placenta. Afvalstoffen gaan dezelfde weg terug. Ook worden hormonen en antistoffen middels de placenta uitgewisseld. Er is echter geen direct contact tussen de twee bloedsomlopen van moeder en kind. Als dat wel zo zou zijn en de bloedgroep van de moeder verschilt met die van het kind, zou dit fatale gevolgen kunnen hebben.
Na de geboorte van het jonge dier (of de baby) wordt de placenta in de vorm van een nageboorte uit het lichaam verwijderd.
De placenta is door middel van de navelstreng (funiculus) verbonden met de foetus en bestaat uit twee verweven delen:
1. de embryonale weefsels die uit de ingenestelde zygote ontstaat
2. de decidua: de maternale weefsels die uit de uteruswand uitgroeien

Cloacadieren (Monotremata) leggen eieren en ook buideldieren (Marsupialia) hebben geen placenta.

### Functie

#### Filtratie en doorgave van stoffen
Voedingsstoffen, zuurstof, antilichamen en hormonen uit het bloed van de moeder worden doorgegeven naar de vrucht. Bij veel diersoorten worden echter geen antilichamen doorgegeven, wat het geven van de eerste moedermelk (biest) des te belangrijker maakt. De placentabarrière filtert potentieel schadelijke stoffen. Sommige stoffen zoals ethanol (alcoholische dranken), sigarettenbestanddelen of virussen worden niet tegengehouden en kunnen, afhankelijk van het tijdstip in de zwangerschap, de vrucht blijvend beschadigen; dit wordt teratogeniciteit genoemd. Zo is o.a. bekend dat roken de hartslag van het kind verhoogt en dat het HCMV-virus (Humaan cytomegalovirus) schadelijk kan zijn.

#### Metabole en endocriene werking
Naast andere hormonen, wordt progesteron geproduceerd, wat cruciaal is voor de instandhouding van de zwangerschap. De productie van progesteron vindt eerst in het geel lichaam corpus luteum plaats, maar wordt later overgenomen door de placenta. Bij dieren zit er echter veel variatie op. Andere hormonen als somatomammotropine (=placentaal lactogeen), oestrogeen; relaxine en HCG veroorzaken een verhoogde bloedsuikerspiegel zodat een verhoogde overdracht aan voedingsstoffen naar de foetus kan plaatsvinden.

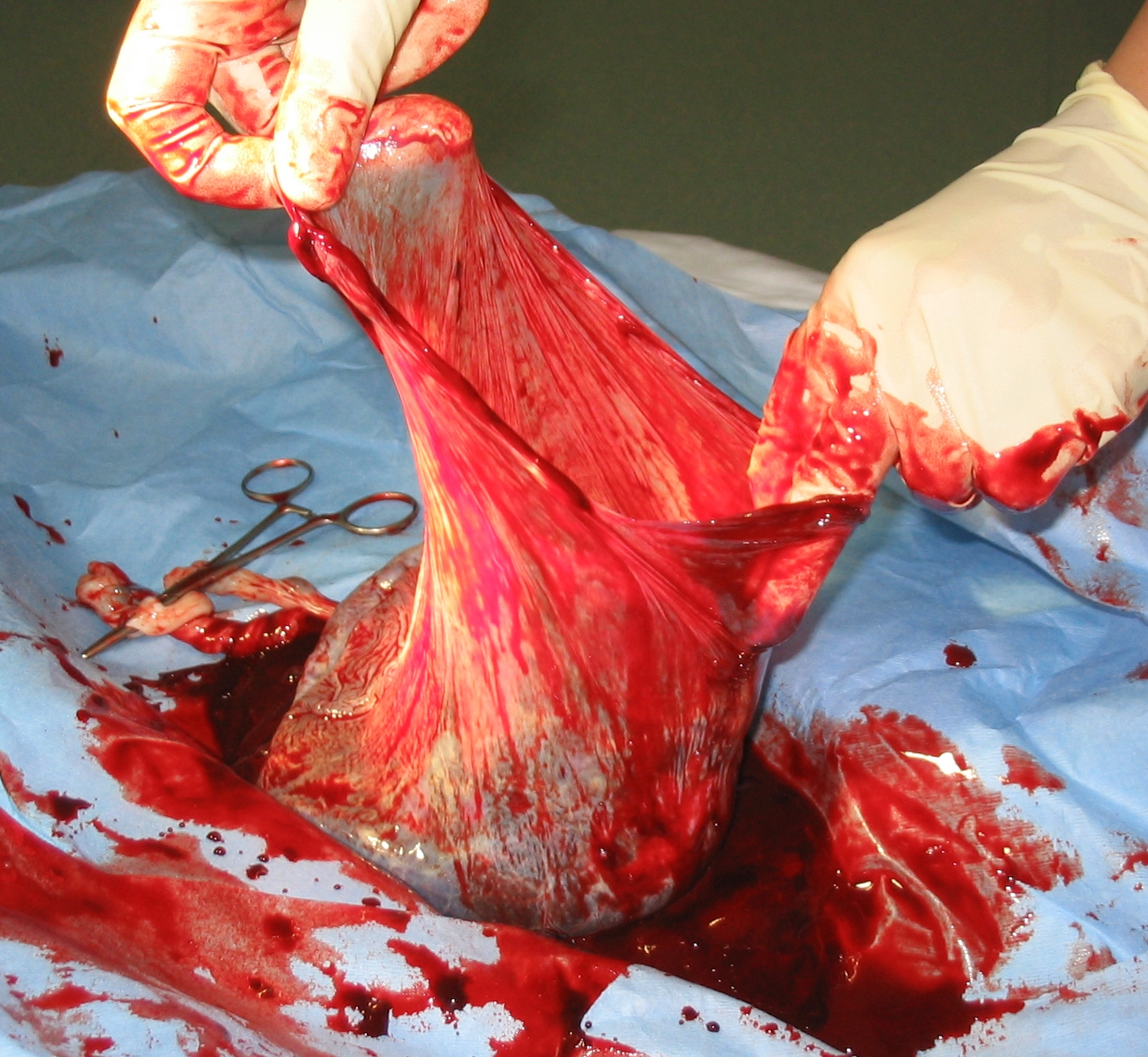
Vruchtvlies (amnion) en placenta na de bevalling

### Doorlaten van cellen
De placentabarrière laat ook cellen van de foetus door naar de moeder en cellen van de moeder gaan ook over naar de foetus. Dit kan leiden tot foetusmicrochimeren bij de moeder (FMc) en moedermicrochimeren (MMc) bij het kind.

### Placentatietypen

#### indeling volgens interactiegraad
Bij de verschillende zoogdiersoorten kan men verschillende placentatypen onderscheiden naargelang de graad van interactie tussen de moeder- en vruchtdelen van de placenta. Deze zorgt voor een verschillende graad van onder andere maternale immuniteit bij de neonatus.
- placenta hemochorialis (hogere primaten (mens), cavia, konijn, muis, rat)
- placenta endotheliochorialis (hond, kat)
- placenta epitheliochorialis (paard, walvis, lagere primaten)
- placenta syndesmo-chorialis (herkauwers)

#### indeling volgens vorm
- placenta cotyledonaria: Herkauwers hebben vele karunkels (cotyledonen, placentomen) op de placenta ter grootte van een ei.
- placenta zonaria: Carnivoren hebben een gordelvormige interactie.
- placenta discoidalis: Primaten hebben een schijfvormige interactiezone.
- placenta diffusa: Varken, paard

Menselijke placenta
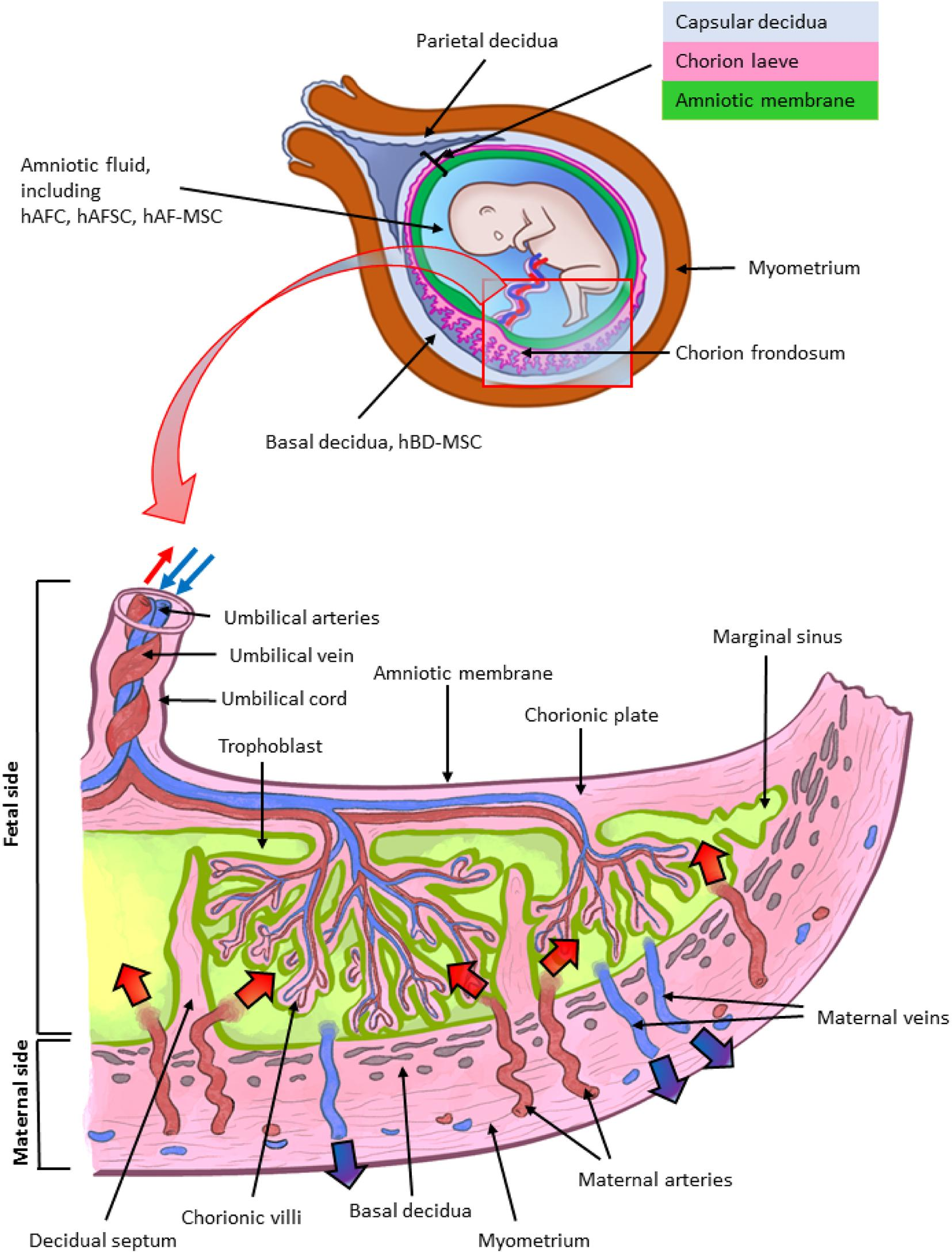
Menselijke placenta bij 37-40 weken zwangerschap (vanaf de laatste menstruatie)
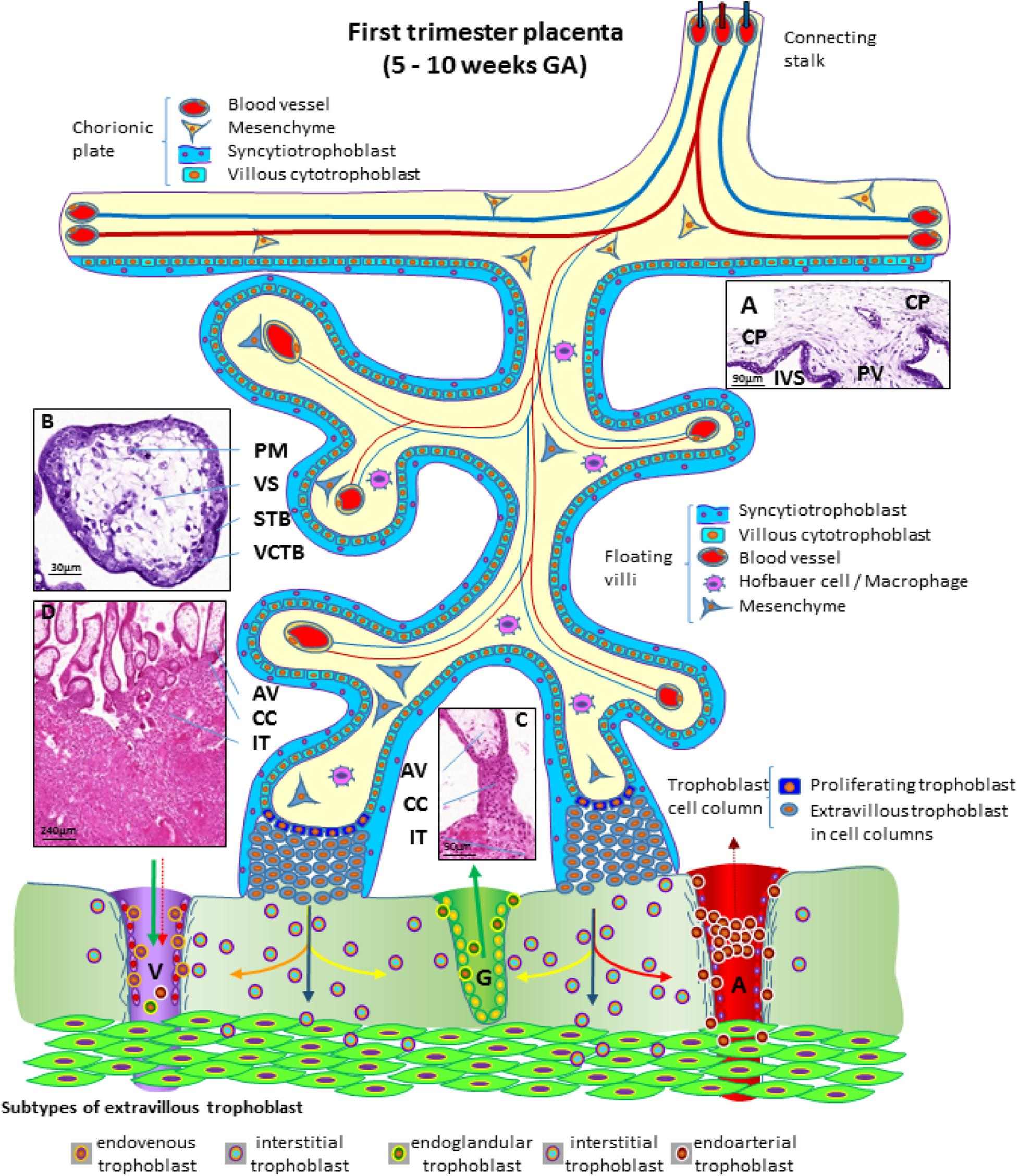
Menselijke placenta bij 5-10 weken (vanaf de laatste menstruatie)
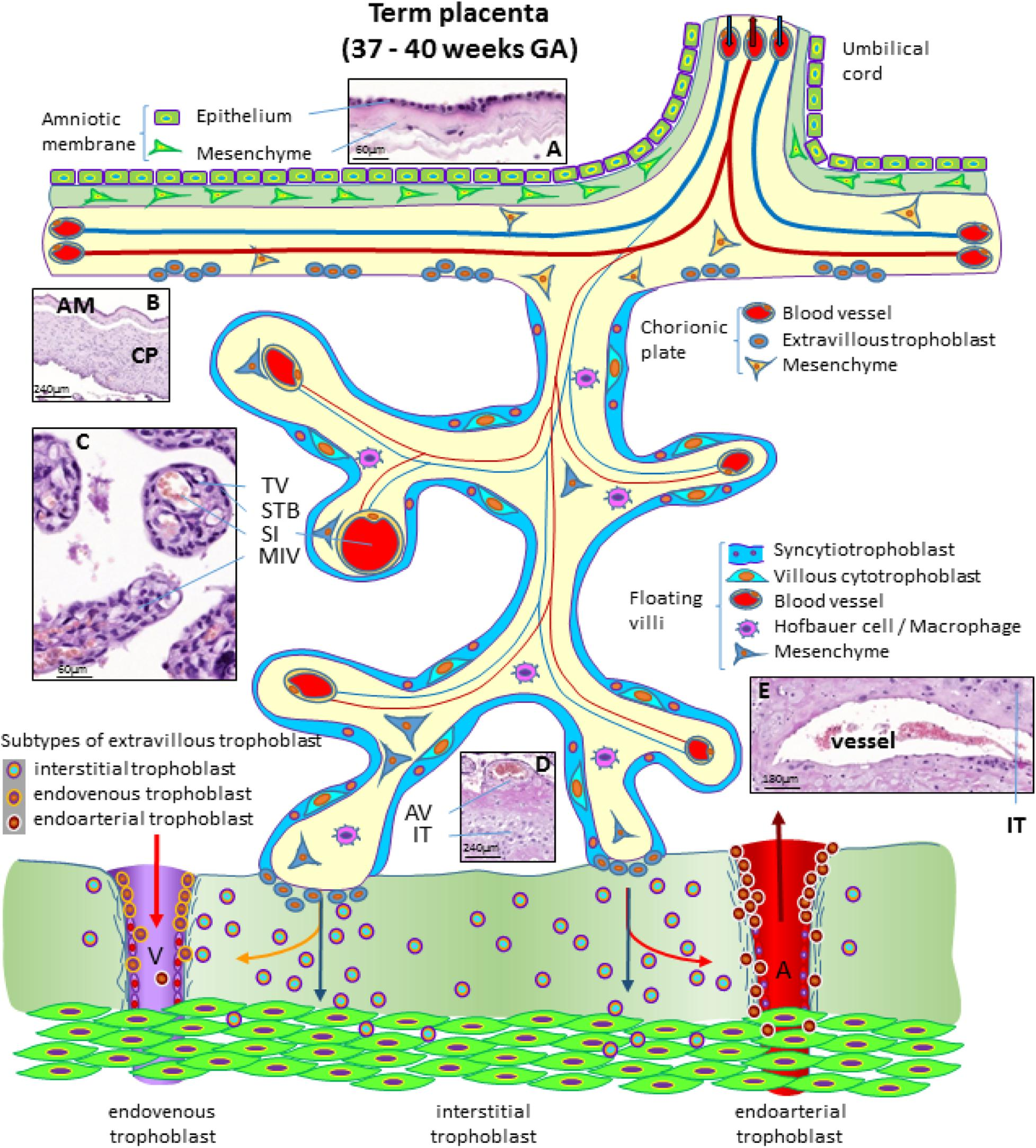
Menselijke placenta bij 37-40 weken zwangerschap (vanaf de laatste menstruatie)

## Placenta bij planten
De placenta bij planten wordt ook wel zaadlijst of zaaddrager genoemd. Dit is in het vruchtbeginsel van zaadplanten de oppervlakte van een vruchtblad (carpel), waarop de zaadknoppen staan ingeplant.
Vaak is de placenta te vinden ongeveer aan de randen van de vruchtbladen of aan de basis daarvan op de bodem van het vruchtbeginsel. De variatie tussen de soorten is echter groot.

Voorbeelden van in placentatie
Verschillende typen vruchtbeginsel met placenta's waarop de zaadknoppen staan: a dwarse doorsnede: driebladig, eenhokkig, wandstandig; b dw. ds. driehokkig, hoekstandig; c overlangse ds. eenhokkig, centraal
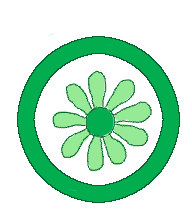
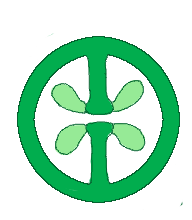
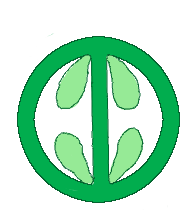